# 七豊物産
株式会社七豊物産(しちほうぶっさん、英称：SHICHIHO BUSSAN Co.,Ltd.)は東京都台東区に本社をおき、宝石・貴金属・時計・切手・ブランド品の買取販売を行う店舗「ゴールドフォンテン」の運営とインターネットでブランド品の買取・販売を行う「リ・マーケット」の運営を行っていた企業。

## 概要
1982年10月に有限会社七豊物産として設立し、1991年4月に株式会社七豊物産に組織変更。「ゴールドフォンテン」「リ・マーケット」の屋号で東京、千葉、埼玉の関東圏で55店舗を運営し、2011年9月期には売上高30.3億円となった。貴金属、ブランド品、時計、切手、衣料品などの買取を行っていた。「リ・マーケット」など一部の買取販売店舗では、ブランド品を中心としたリユース品の販売にも積極的に取り組んでいた。また、シロクマの買取屋さんとして、シロクマをロゴマークや社章にも採用しており、シロクマが暮らしていける地球環境を守るための地球温暖化を防止する取り組みの一環として、「生活にRe:ライフを」をキャッチフレーズに、再資源化（Revalue）可能な都市鉱山の再利用、ブランド品などの既存資源の有効活用をミッションに、エコリサイクル事業への取り組みを推進していた。2012年には第23回国際宝飾展に出展した。2013年には染呉服の製造販売を行う株式会社京林を吸収合併した。
その後はネットオークションやフリマアプリの台頭などで業績が悪化し、不採算店舗の閉鎖などを進めたが、業績は改善されず、債務超過が拡大。このため、2019年11月12日に関連会社である高崎中央有料駐車場と草木染オーガニック研究所とともに、東京地方裁判所から破産手続開始決定を受けた。七豊物産が手掛けていた「きもの京林」事業は、2020年2月5日付で破産管財人から他社へ譲渡された。
高崎中央有料駐車場と草木染オーガニック研究所は2020年5月20日に、七豊物産は同年8月14日にそれぞれ法人格が消滅した。

## 店舗
経営破綻時は、関東に20店舗を展開していた。